# Dale i Sunnfjord
Dale i Sunnfjord o Dale è un villaggio della Norvegia, situato nella municipalità di Fjaler, nella contea di Vestland.